# Katie Kitamura
Katie Kitamura (nacida en 1979) es una novelista, periodista y crítica de arte estadounidense. En abril de 2025, impartía clases de escritura creativa en la Universidad de Nueva York.

## Biografía
Katie Kitamura nació en Sacramento, California  en 1979 en el en seno de una familia de origen japonés,  y se crio en Davis, donde su padre Ryuichi era ejercía como profesor en el Departamento de Ingeniería Civil y Ambiental en la  Universidad de California en Davis. 
Kitamura se graduó de la Universidad de Princeton en Nueva Jersey en 1999. Cursó y obtuvo un doctorado en literatura estadounidense del London Consortium, con la tesis titulada La estética de la vulgaridad y la novela estadounidense moderna (2005).  
Con anterioridad a sus estudios universitarios, Kitamura se formó como bailarina. 

## Trayectoria profesional
Katie Kitamura escribió Japonés para viajeros: un viaje, describiendo sus viajes por Japón y examinando las dicotomías de la sociedad experimentadas y analizadas por ella como mujer japonesa-estadounidense. 
En Japón gracias a su hermano ella se familiarizó con las artes marciales mixtas  y así lo reflejó en su primera novela, The Longshot, publicada en 2009, que  trata sobre la preparación de un luchador y su entrenador antes de un combate de campeonato contra un oponente famoso. La portada de la edición estadounidense de su libro presenta el título tatuado en los nudillos; los nudillos son de su hermano. 
La segunda novela de Kitamura, Gone to the Forest, se publicó en 2013, estand ambienta en un país colonial sin nombre y describe la vida y el sufrimiento de una familia terrateniente en un contexto de conflicto civil y cambio político. 
La novela publicada en 2017, A Separation, se adaptó para una película protagonizada por Katherine Waterston . 
Su novela Intimacies se publicó en 2021.
Además de sus novelas Kitamura ha publicado artículos en los periódicos americanos The Guardian, The New York Times y Wired. 
Ha escrito artículos sobre artes marciales mixtas, crítica y análisis cinematográfico y arte.  

## Premios y reconocimientos
En 2010, The Longshot de Kitamura fue preseleccionada para el Premio Young Lions de Ficción de la Biblioteca Pública de Nueva York
En 2013, su novela Gone to the Forest también fue preseleccionada para el Premio Young Lions de Ficción. 
En 2021, Intimacies de Kitamura fue preseleccionada para el Premio Nacional del Libro de Ficción .  
En 2025, Kitamura recibió una Beca Guggenheim.